# Vrijkorps

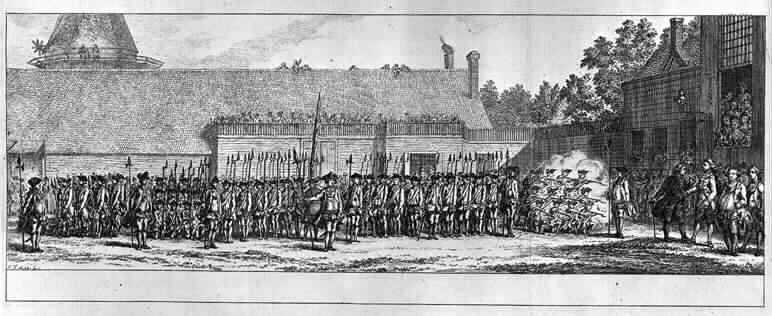
Exercitie der Amst. Burgerij in tegenwoordigheid van den Baron v. d. Capellen t. d. Pol, Arend Fokke Simonsz 1783.

Met vrijkorps werden tot de 20e eeuw aangeduid:
1. paramilitaire eenheden van gedemobiliseerde militairen
2. spontaan ontstane vrijwilligerslegers, bestaande uit leden van de schutterij of exercitiegenootschappen
3. rondtrekkende eenheden van gedeserteerde huurlingen

Het heeft ook de betekenis van zogenaamde guerrilla-eenheid, een in tijden van oorlogschaos los van het opperbevel opererende legereenheid.
In Duitsland waren vrijkorpsen actief vanaf de 18e eeuw die vaak bestonden uit "eigen" vrijwilligers, overlopers, deserteurs of gestraften. Hun grootte varieerde van een compagnie tot maximaal 1000 man. Vrijkorpsen dienden vaak binnen de infanterie of artillerie maar vrijwel nooit in de cavalerie.